# Manora (Pakistán)
Manora (en urdu: جزیرہ منوڑا) es una pequeña península (de 2,5 km²), ubicada justo al sur del puerto de Karachi, Sindh, en el país asiático de Pakistán. Manora está conectada al continente por una calzada de 12 kilómetros de longitud, llamado Sandspit. Manora y las islas vecinas forman una barrera protectora entre el puerto de Karachi hacia el norte y el Mar Arábigo al sur. La bahía del oeste del puerto contiene bosques de manglares en peligro de extinción que limitan con bancos de arena y la isla de Manora. Al este se encuentra la bahía de Karachi, y las playas de Kiamari y Clifton.